# Pieve di Bono
Pieve di Bono é uma comuna italiana da região do Trentino-Alto Ádige, província de Trento, com cerca de 1.397 habitantes. Estende-se por uma área de 20 km², tendo uma densidade populacional de 70 hab/km². Faz fronteira com Tione di Trento, Praso, Lardaro, Concei, Bersone, Prezzo, Castel Condino, Bezzecca, Cimego, Tiarno di Sotto.